# Glympis damoetesalis
Glympis damoetesalis är en fjärilsart som beskrevs av Walker 1858. Glympis damoetesalis ingår i släktet Glympis och familjen nattflyn. Inga underarter finns listade i Catalogue of Life.